# Zdradzone testamenty
Zdradzone testamenty – zbiór esejów Milana Kundery, po raz pierwszy opublikowanych w 1993 roku (pierwsze polskie wydanie: 1996). Został napisany w języku francuskim, tytuł oryginału brzmi Les testaments trahis.